# Jakobsmitteltor

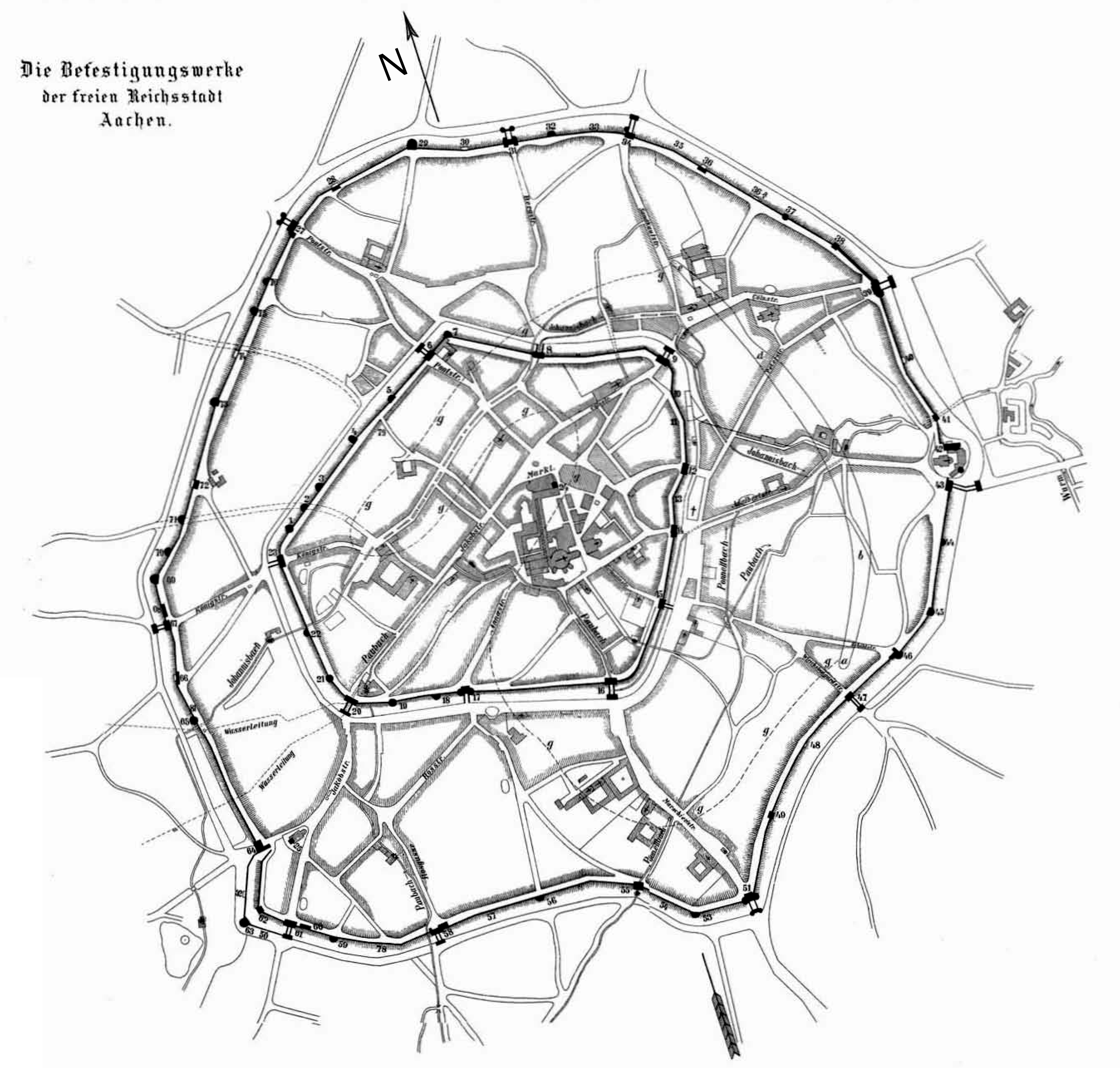
Nr. 20 = Das Jakobsmitteltor

Das Jakobsmitteltor (Porta decumana) war ein Stadttor mit Barbakanen im Westsüdwesten Aachens und gehörte zur inneren Stadtmauer Aachens, die auch den Namen innerer Ring, erste Mauer oder Barbarossa-Mauer trägt. Diese wurde auf Veranlassung des Kaisers Friedrich I. zwischen 1171 und 1175 errichtet und verlief etwa dort, wo noch heute der innere Ring der Stadt Aachen entlangführt. Das Jakobsmitteltor und das Burtscheider Mitteltor wurden etwa zum Ende des 16. Jahrhunderts als erste Tore der inneren Stadtmauer abgerissen.

## Lage
Das Jakobsmitteltor war eines der Haupttore der Barbarossa-Mauer und lag zwischen den beiden Nebentoren Königsmitteltor und Scherptor, genauer etwa an der Stelle, wo heute Jakobstraße, Löher- und Karlsgraben aufeinandertreffen. Zwischen dem Jakobsmitteltor und dem Königsmitteltor hielten die Karlsschützen ihr Scheibenschießen, was dem heutigen Karlsgraben seinen Namen brachte.
Das Jakobsmitteltor war Teil der Route für den Transit steuerpflichtiger Waren, die durch Aachen hindurchgeführt wurden. Diese führte damals vom Kölntor an der Jülicher Straße am Dom vorbei über den Fischmarkt zum Jakobsmitteltor.